# Двурядка стенная
Двурядка стенная (лат. Diplotaxis muralis) — однолетнее травянистое растение, вид рода Двурядка (Phlomis) семейства Капустные (Brassicaceae). Произрастает в континентальной Европе, северной Африке и западной и южной Австралии.

## Описание
Двурядка стенная — однолетнее растение, но иногда растёт как многолетнее. Высота до 15-60 см. Стебель неразветвлённый. Листья лопастные, длина 2-9 см и ширина 1-3 см, образуют розетку у основания растения. Цветёт с мая по сентябрь в Великобритании, и с апреля по август в Китае. Цветки жёлтые, с продолговатыми чашелистиками и более длинными, обратнояйцевидными лепестками. Плод — длинная цилиндрическая коробочка с коротким клювообразным отростком. Содержит 2 ряда жёлто-коричневых семян, яйцевидной или эллипсоидной формы. 

## Таксономия
Описание вида впервые было опубликовано Огюстеном Декандолем в 1821 году на основе более раннего описания Карла Линнея. Линней назвал его Sisymbrium murale в своей основополагающей публикации Species plantarum в 1753 году.
Видовое название muralis интерпретируется как «растущий на стенах». Двурядка стенная известна в Великобритании как «однолетняя стенная рукола» или «стенная рукола», так как растение можно найти растущим на старых стенах, и по форме оно похоже на (Diplotaxis tenuifolia), которая выше и кустистее.
Несколько цитологических и морфологических исследований показали, что вид D. muralis произошел от естественной гибридизации между D. tenuifolia и D. viminea
Известны два подвида:
- Diplotaxis muralis subsp. ceratophylla (Batt.) Mart.-Laborde
- Diplotaxis muralis subsp. simplex (Viv.) Jafri[5]

## Распространение и местообитание
Вид произрастает в умеренных регионах Северной Африки, Европы и некоторых частях Западной Азии. Ареал включает такие страны и территории как Албания, Алжир, Австрия, Балеарские острова, Бельгия, Болгария, Канарские острова, Корсика, Чехия-Словакия, Египет, Франция, Германия, Греция, Венгрия, Италия, Крым, Ливия, Марокко, Нидерланды, Новый Южный Уэльс, Северный Кавказ, Северо-Западные Балканские полуострова, Польша, Португалия, Румыния, Сардиния, Сицилия, Южная Австралия, Испания, Швейцария, Тасмания, Закавказье, Тунис, Украина, Виктория, Западная Австралия. Растёт на пустырях и повреждённых землях, вдоль железных дорог, автодорог и на свалках.

## Галерея

Двурядка стенная
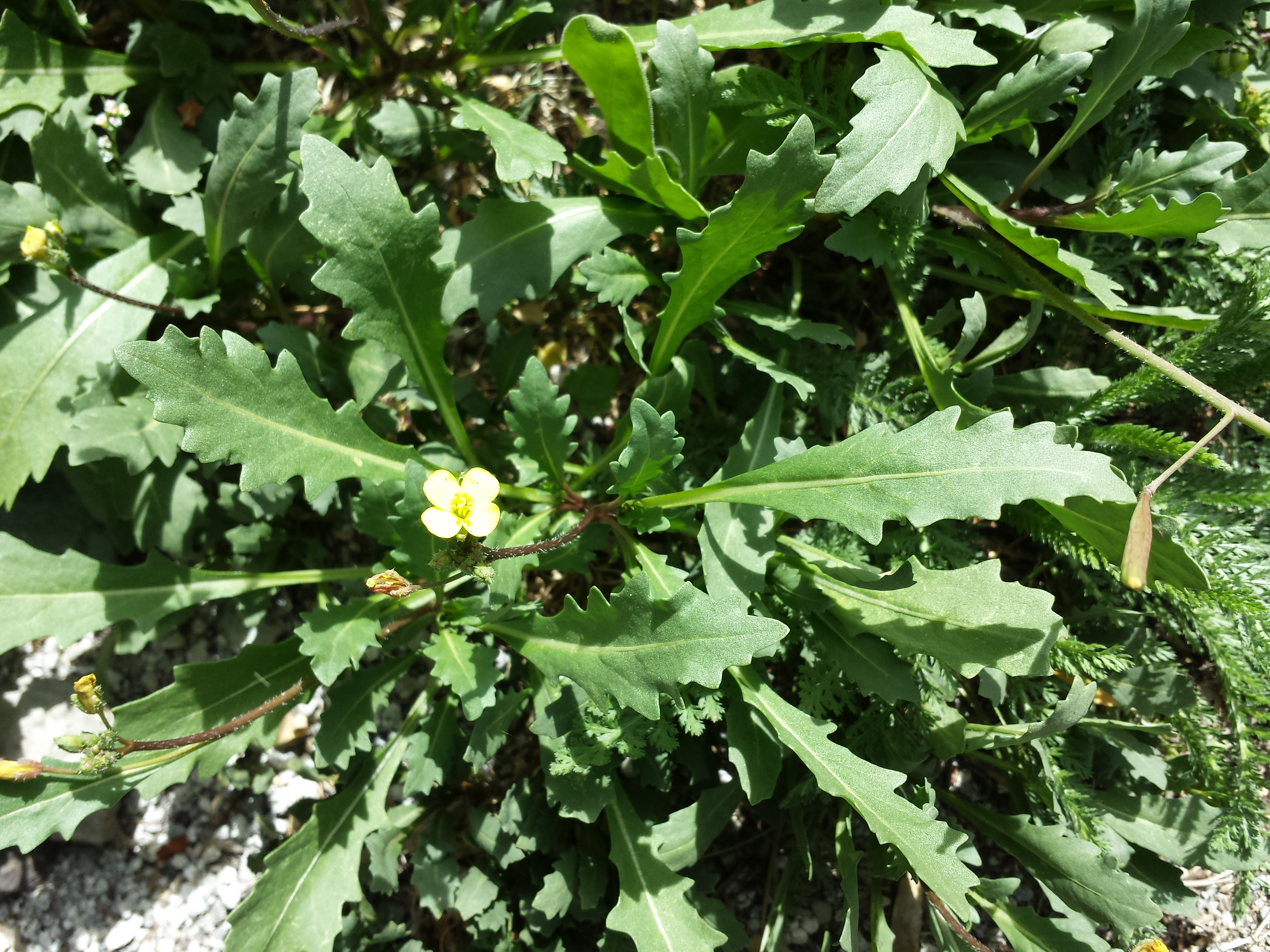
Общий вид
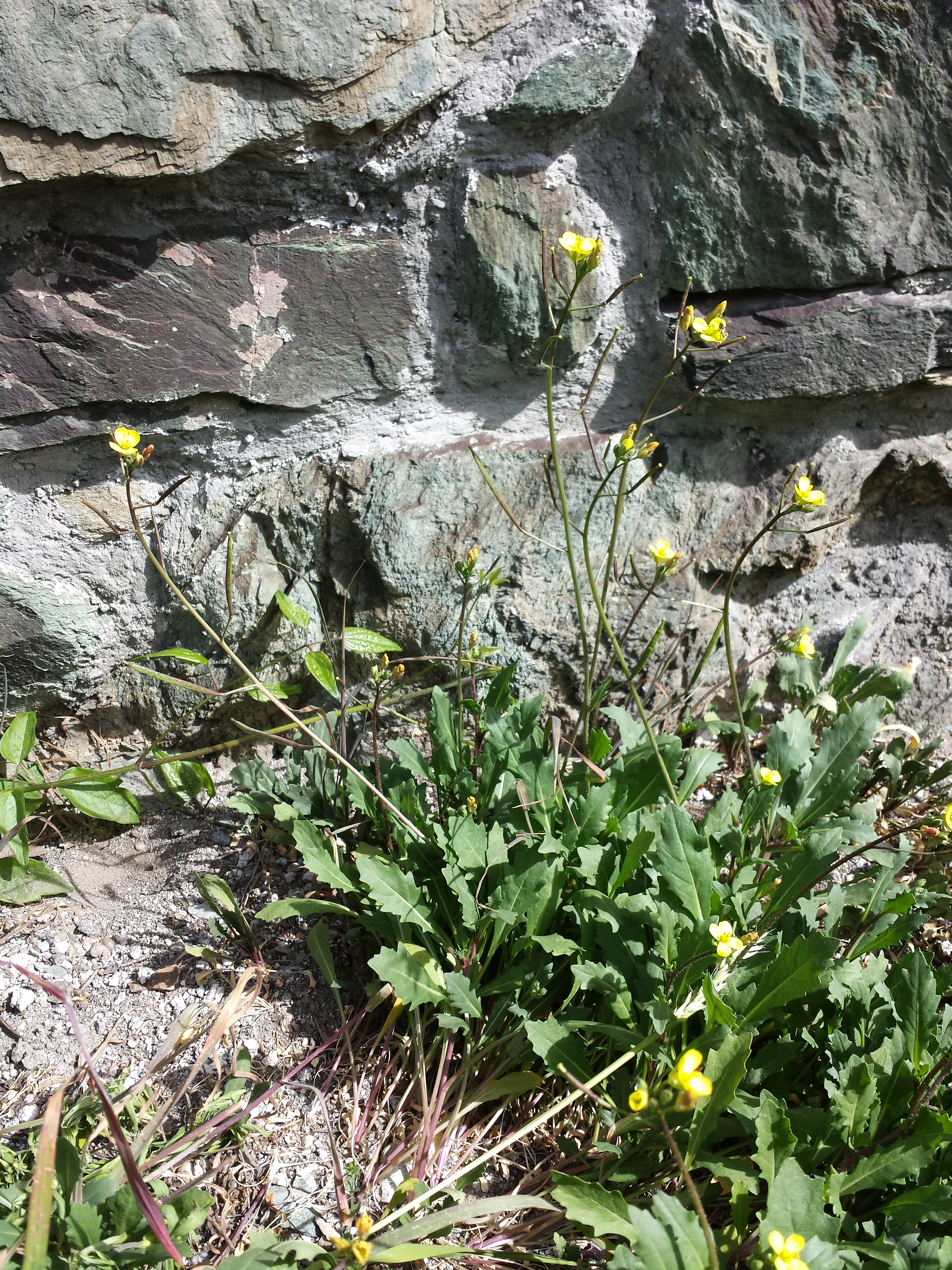
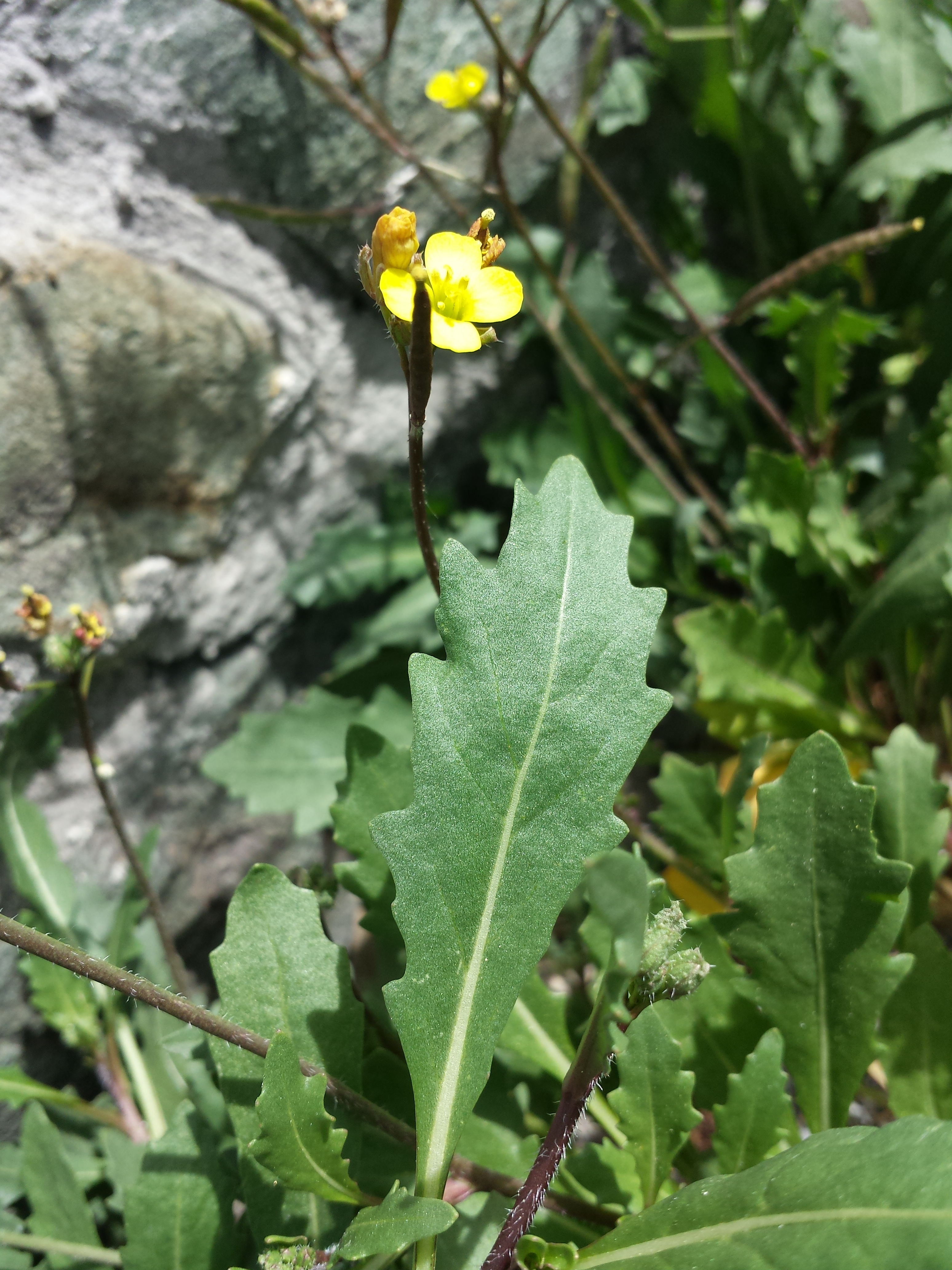
Листва
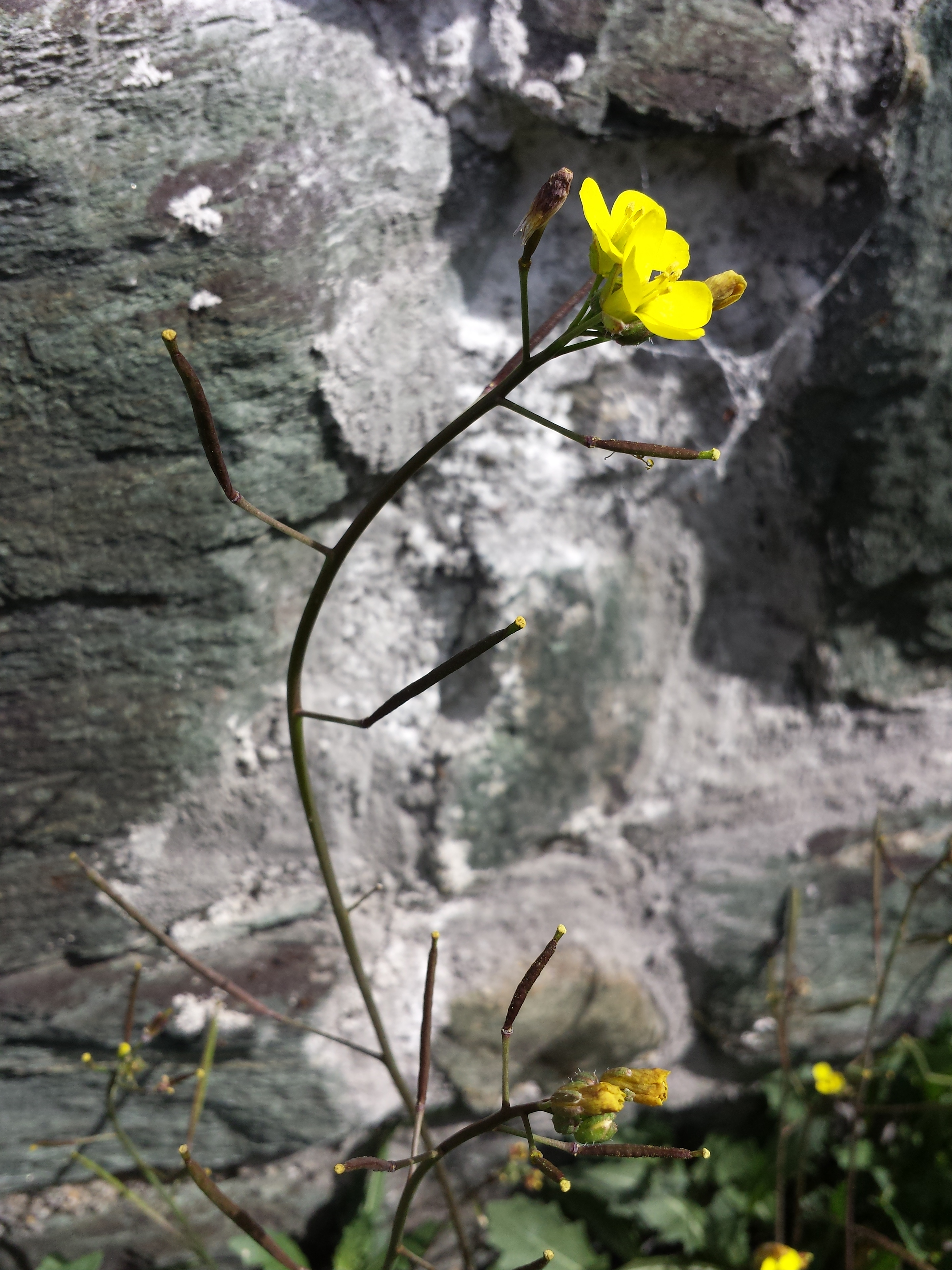
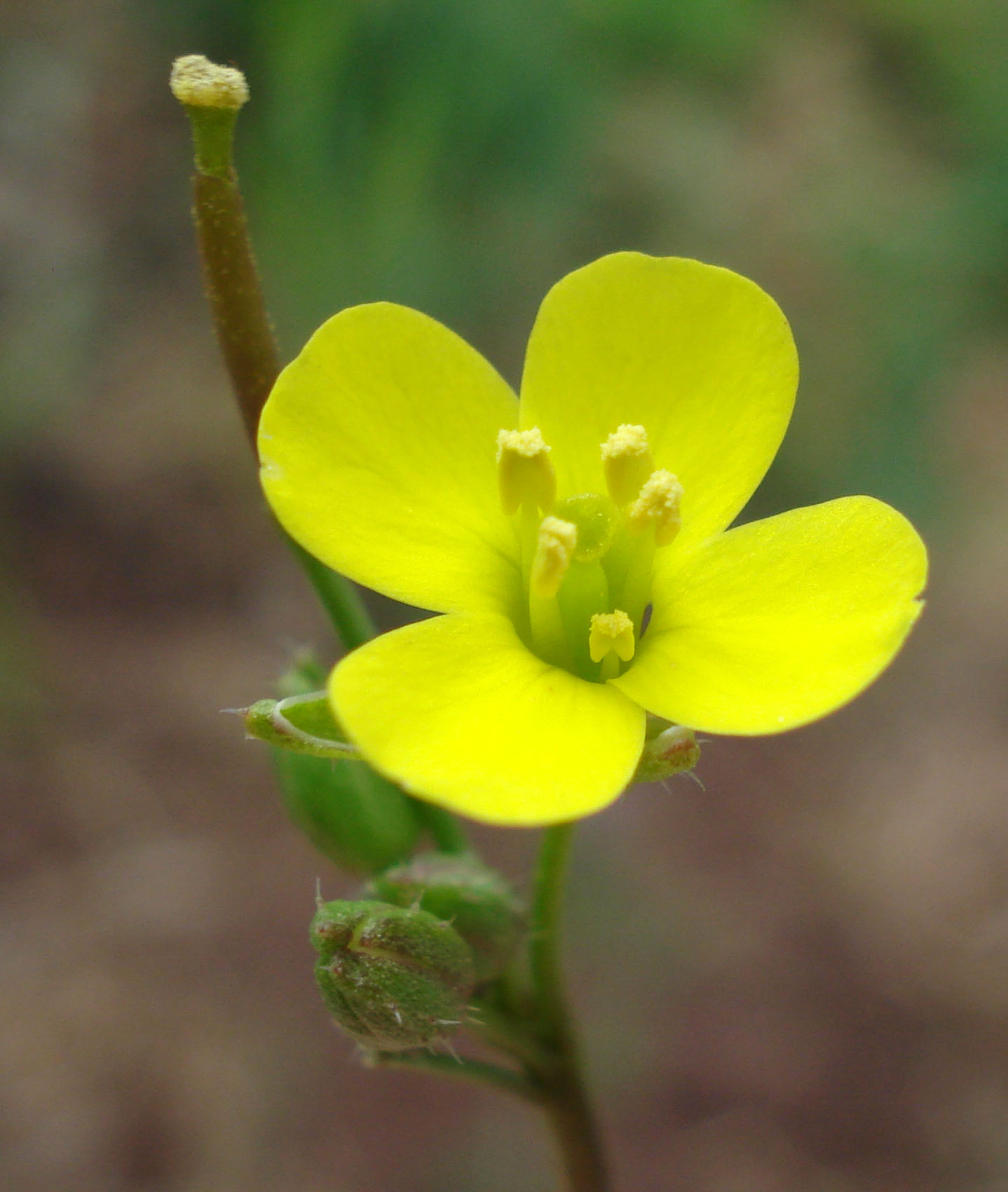
Цветок
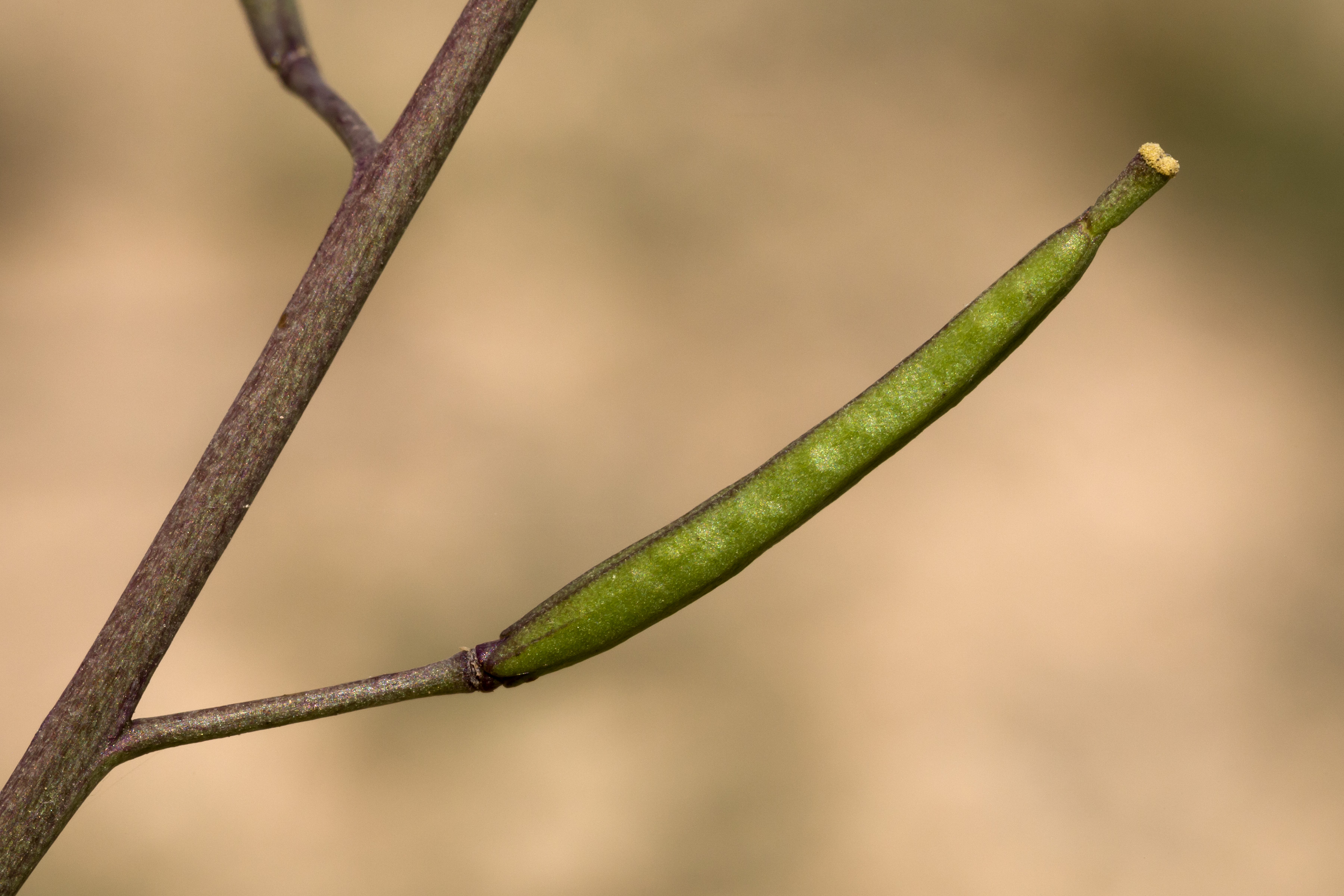
Плод